# Adriaen Brouwer

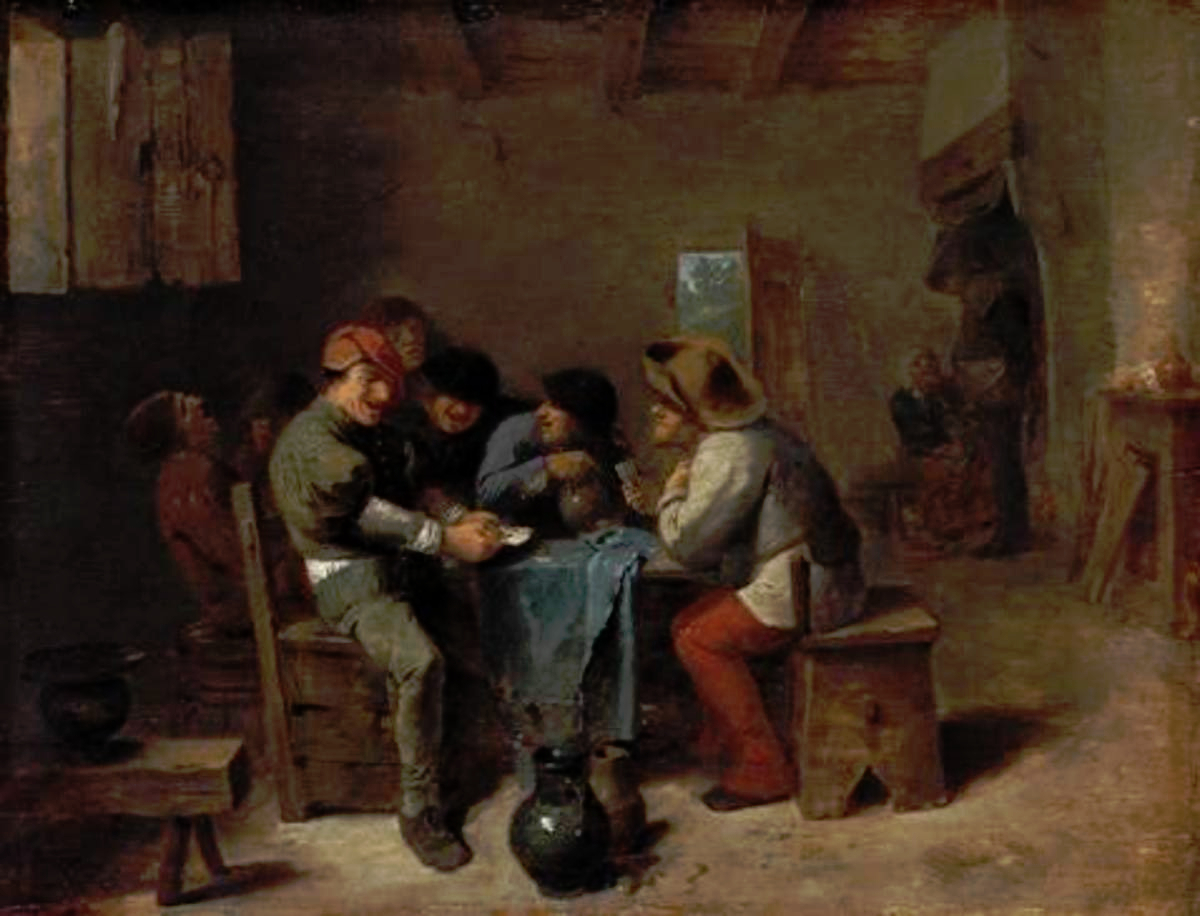
"Bönder spelar kort", av Adriaen Brouwer

Adriaen Brouwer, född 1605 i Oudenarde, död 1638 i Antwerpen, var en flamländsk målare.
Brouwer utbildades i Antwerpen och i Haarlem för Frans Hals. Han var även en tid bosatt i Amsterdam men överflyttade omkring 1630 till Antwerpen där han rönte inflytande från och högt värderades av Rubens. Han tidigare arbeten visar en mera kantig gruppering och brokig färggivning. Under holländskt inflytande nådde han så småningom en mättnad, sammansmält kolorit i grönt och brunt, med skirande ljusbehandlingen eller varmt ljusdunkel. I kompositionen blev han klarare och mera koncentrerad.